# Het boek van de denkbeeldige wezens
Het boek van de denkbeeldige wezens is een werk van de Argentijnse schrijver Jorge Luis Borges, dat voor het eerst werd gepubliceerd in 1957. Het boek bevat een verzameling van 116 lemma's over fabelachtige wezens uit mythologieën en folklore, en is bedoeld als naslagwerk. De eerste vertaling ervan in het Nederlands verscheen in 1967.
Borges voegde een voorwoord toe om zijn project toe te lichten. Volgens hem vallen onder 'denkbeeldige wezens' eigenlijk ook Hamlet en de hyperkubus. Om echter niet het hele universum te hoeven beschrijven, beperkte hij zich tot wat de mens direct verstaat onder het begrip, en beschrijft hij alleen wezens 'die de menselijke fantasie in de loop van de tijd overal ter wereld heeft voortgebracht'. Dat kan de eenhoorn zijn, maar ook de Edammer kat uit Lewis Carrolls Alice in Wonderland. Borges sloot uitbreidingen van het boek niet uit, omdat de collectie nooit volledig is, en daarom riep hij lezers op om 'de namen, een betrouwbare beschrijving en de opvallendste gewoontes van lokale monsters toe te sturen'.
Latere auteurs hebben gebruikgemaakt van Het boek van de denkbeeldige wezens. De Japanse schrijver Haruki Murakami gebruikt Borges' lemma over de eenhoorn in zijn Hard-boiled wonderland en het einde van de wereld (1985), en de Britse schrijver Salman Rushdie gebruikte de beschrijving van de mantichora in De duivelsverzen (1988).